# Кин, Томас
Томас Говард Кин (англ. Thomas Howard Kean; род. 21 апреля 1935, Нью-Йорк) — американский политик-республиканец, был губернатором штата Нью-Джерси с 1982 по 1990 год.

## Биография
Кин закончил Принстонский университет, а затем продолжил обучение в Колумбийском университете. Затем он преподавал политологию в Ратгерском университете, в 1967 году был избран членом Генеральной ассамблеи Нью-Джерси и был её спикером с 1972 по 1973 год.
Президент Университета Дрю с 1990 по 2005. Председатель Комиссии 9/11 с 15 декабря 2002 по 21 августа 2004.